# انجمن استانداردهای الکترونیک ویدئویی
انجمن استانداردهای الکترونیک ویدئویی (به انگلیسی: Video Electronics Standards Association)، که به اختصار وِسا یا ویسا (VESA) ، نامیده می‌شود. یک سازمان استانداردسازی آمریکایی برای استانداردهای نمایشگر رایانه است. این سازمان در ژوئیه سال ۱۹۸۹ توسط شرکت ان‌ئی‌سی در کالیفرنیا تأسیس شد و دفتر رسمی آن در سن خوزه قرار دارد. این انجمن ادعا می‌کند که بیش از ۳۰۰ شرکت معتبر در آن عضویت دارند.
این سازمان، تاکنون استانداردهای مختلفی را برای سیستم‌های شخصی و حرفه‌ای (Workstation) تدوین و منتشر کرده ‌است. این استانداردها به منظور ایجاد هماهنگی و سازگاری میان محصولات مختلف از جمله مانیتورها، تلویزیون‌ها و تجهیزات جانبی آن‌ها ایجاد شده‌اند. استانداردهای VESA به شکل گسترده مورد استفاده قرار می‌گیرند؛ که از جمله اصلی‌ترین آن‌ها می‌توان به دیسپلی‌اچ‌دی‌آر (DisplayHDR)، دیسپلی‌پورت (DisplayPort) و رابط نصب نمایشگر صفحه تخت (FDMI) اشاره کرد.

### VESA وظایف اصلی زیر را بر عهده دارد:
- ایجاد و انتشار استانداردها:  VESA استانداردهایی را برای جنبه‌های مختلف نمایشگرها، از جمله رزولوشن، نرخ تازه‌سازی، عمق رنگ، و اتصالات فیزیکی، تعریف می‌کند.
- توسعه فناوری‌های جدید:  VESA به طور مداوم در حال توسعه فناوری‌های جدید برای بهبود عملکرد و کیفیت نمایشگرها است.
- صدور گواهینامه:  VESA استانداردهایی را برای محصولات نمایشگر ارائه می‌دهد و به محصولات واجد شرایط گواهینامه می‌دهد.
- ترویج سازگاری:  هدف VESA این است که اطمینان حاصل شود که محصولات مختلف از تولیدکنندگان مختلف با یکدیگر سازگار هستند.

## تاریخچه
در نوامبر سال ۱۹۸۸، شرکت ان‌ئی‌سی (NEC Home Electronics) تصمیم به ایجاد انجمنی در خصوص توسعه و تدوین یک استاندارد جدید برای نمایشگر رایانه به نام فرا آرایه نمایش تصویر (Super VGA) گرفت. SVGA به‌منظور ارتقای سطح استانداردهای وضوح نمایشگر رایانه و به عنوان جایگزینی برای استاندارد انحصاری شرکت آی‌بی‌ام (IBM)، آرایه نمایش تصویر (VGA) گسترش داده شد. SVGA قادر به نمایش وضوح تصویر تا ((۶۰۰×۸۰۰)) پیکسل بود، در حالی که VGA در بهترین حال، توانایی نمایش تصویر با وضوح ((۴۸۰×۶۴۰)) پیکسل دارا بود که یک اختلاف چشم‌گیر (افزایش %۵۶ وضوح) محسوب می‌شد.

#### مروری بر تاریخچه VESA:

###### دههٔ ۱۹۸۰:
- در نوامبر ۱۹۸۸، شرکت ان‌ای‌سی اعلام کرد که قصد دارد انجمنی برای توسعه و انتشار یک استاندارد جدید نمایشگر رایانه‌ای جدید با نام Super VGA ایجاد کند، که جایگزین استاندارد انحصاری شرکت آی‌بی‌ام (همان VGA) شود.
- VESA در ژوئیه ۱۹۸۹ به طور رسمی به عنوان یک سازمان غیرانتفاعی ثبت شد.

###### دههٔ ۱۹۹۰:
- VESA در اوایل این دهه، استانداردهایی را برای گذرگاه مشترک (VLB) توسعه داد، گذرگاه توسعه‌ای که برای مدت کوتاهی قبل از ظهور گذرگاه PCI استفاده می‌شد.[۷]
- VESA همچنین استانداردهایی را برای نمایشگرهای رایانه، از جمله استاندارد شبکه دادهٔ نمایشگر (DDC) توسعه داد.[۸]
- در سال ۱۹۹۷ پایه دیواری مانیتور و تلویزیون توسط این انجمن به حالت اجرایی در آمد.

###### دههٔ ۲۰۰۰:
- VESA به توسعه استانداردهای نمایشگر، از جمله DisplayPortدیسپلی‌پورت ادامه داد.
- همچنین استانداردهایی برای نصب نمایشگر، از جمله اصول رابط نصب استاندارد (MIS)، تدوین شد.

###### دههٔ ۲۰۱۰:
- VESA به توسعه استانداردهای نمایشگر با وضوح بالا، مانند استانداردهای ۴کی (4K UHD) و ۸کی  (8K UHD)، ادامه داد.
- همچنین در توسعه استانداردهای مرتبط با نمایشگرهای واقعیت مجازی (VR) و واقعیت افزوده (AR) نقش داشت.

 VESA نقش مهمی را در توسعه استانداردهای نمایشگر رایانه ایفا کرده است. استانداردهای این سازمان به اطمینان از سازگاری بین نمایشگرها و کارت‌های گرافیک در میان مصرف‌کنندگان و تولیدکنندگان کمک شایانی کرده و همچنین توسعه فناوری‌ها برای نمایشگرهای جدید را امکان‌پذیر کرده‌ است.

## استانداردها
- درگاه عملکرد (VGA Feature Connector): به اختصار (VFC)؛ یک رابط قدیمی و منسوخ شده،[۹] که معمولاً برای برخی از کارت‌های گرافیک قدیمی کاربرد داشت. VFC یک گذرگاه گرافیکی بود که توانایی انتقال اطلاعات تا «۸-بیت» را داشت.
- درگاه عملکرد پیشرفته (VESA Advanced Feature Connector): به اختصار (VAFC)؛ این استاندارد، نسخه‌ای توسعه یافته از رابط عملکرد (VFC) بود که توانایی انتقال اطلاعات تا «۱۶-بیت» ویا «۳۲-بیت» را دارا بود.[۱۰]
- گذرگاه مشترک (VESA Local Bus): به اختصار (VLB)؛ یک گذرگاه توسعه که مدت زمان کوتاهی مورد استفاده قرار گرفت.[۱۱] VLB در دوران پردازنده‌های «i486» اینتل، با معماری X86 در سال ۱۹۹۲ (PCI: 1993)[۱۲] توسط VESA معرفی شد.[۱۳] VLB زمانی به عنوان یک گذرگاه گرافیکی پرسرعت مورد استفاده قرار می‌گرفت.[۱۴][۱۵]
- شبکه دادهٔ نمایشگر (VESA Display Data Channel): به اختصار (DDC)؛ جمعی از پروتکل‌ها برای پیوند دادهٔ دیجیتال میان نمایشگر رایانه و کارت گرافیک است که به دستگاه میزبان اجازه اتصال و ارسال اطلاعاتی را که شامل ویژگی‌های خاص و قابل پشتیبانی نمایشگر می‌شود به مبدل (مانند کارت گرافیک یا ست-تاپ باکس) انتقال می‌دهد.[۱۶] DDC کاربر رایانه را قادر می‌سازد تا پارامترهای تصویر نمایشگر، مانند رزولوشن، عمق رنگ، روشنایی تصویر، کنتراست، نرخ تازه‌سازی (Refresh rate) و سایر قابلیت‌ها را تنظیم کند.[۱۷] DDC از پروتکل‌های فراداده مانند «ای‌دی‌آی‌دی» (EDID)، «دی‌پی‌ام‌اس» (DPMS) و «ام‌سی‌سی‌اس» (MCCS) استفاده می‌کند. این استاندارد در آگوست سال ۱۹۹۴ توسط VESA معرفی شد.[۱۸]
- داده‌های شناسایی جامع نمایشگر (Extended Display Identification Data): به اختصار (EDID);[۱۹] فرمی از فراداده در خصوص انتقال بهینه اطلاعات، به منظور توصیف ویژگی‌های تصویر برای سازگاری بیشتر نمایشگر با دستگاه میزبان مانند کارت گرافیک یا ست-تاپ باکس (Set-top box) است.[۲۰] این اطلاعات شامل مشخصات نمایشگر مانند رزولوشن قابل پشتیبانی، روشنایی تصویر، عمق رنگ، کنتراست، نرخ تازه‌سازی (Refresh rate) و سایر قابلیت‌ها می‌شود.[۲۱] ورژن اول (EDID version 1.0) آن در آگوست سال ۱۹۹۴ به‌همراه نخستین نسخه از استاندارد DDC توسط VESA معرفی شد.
- داده‌های شناسایی بهینه‌شدهٔ جامع نمایشگر (Enhanced Extended Display Identification Data): به اختصار (E-EDID)؛ فرمی از فراداده با خصوصیات و عملکرد فنی مشابه به EDID که آن را از نظر بعد کیفی بهبود می‌بخشد. E-EDID درواقع همان EDID است که کلمهٔ Enhanced (تقویت‌شده یا بهینه‌شده) به آن افزوده شده؛ و می‌توان گفت که مقصود در اینجا، برجسته‌تر کردن آن و نمایاندن توانایی‌های بهبود یافته EDID است. ورژن اول (E-EDID v1.0) آن همراه با EDID ورژن ۱٫۳ (v1.3) در سپتامبر سال ۱۹۹۹ به عنوان یک استاندارد بهبود یافته توسط VESA معرفی شد. اگرچه اصطلاح E-EDID همواره در کنار EDID بکار می‌رفت و در بسیاری از موارد به جای یک دیگر استفاده می‌شدند. این استاندارد به همراه EDID تا سپتامبر سال ۲۰۰۶ توسط VESA بروزرسانی وبا نسخه‌های جدیدتر ارتقا می‌یافت.
- مجموعه دستورهای کنترل مانیتور (Monitor Control Command Set): به اختصار (MCCS)؛ یک فرم از فراداده، برای انتقال داده‌های نمایشگر به دستگاه میزبان، مانند کارت گرافیک یا ست-تاپ باکس است. MCCS یک پروتکل دوطرفه باینری میان نمایشگر و دستگاه میزبان، مانند DDC می‌باشد. این پروتکل برای کنترل ویژگی‌های نمایشگر؛ مانند رزولوشن، عمق رنگ، روشنایی تصویر، کنتراست، نرخ تازه‌سازی (Refresh rate) و سایر قابلیت‌ها کاربرد دارد.[۲۲] ورژن اولیه این استاندارد در ۱۱ سپتامبر سال ۱۹۹۸ توسط VESA معرفی شد.
- سیگنال‌دهی مدیریت توان نمایشگر (Display Power Management Signaling): به اختصار (DPMS)؛ یک استاندارد از VESA به منظور مدیریت توان مصرف نمایشگر برای بهینه‌سازی مصرف انرژی و بالا بردن طول عمر آن است.[۲۳] از ویژگی‌های DPNS می‌توان به خاموش کردن یا قرار دادن نمایشگر در حالت آماده به کار (standby) بعد از مدت زمان معین که نمایشگر مورد استفاده قرار نگیرد اشاره کرد. حتی برخی از نمایشگرهای تجاری نیز از این فناوری استفاده می‌کنند. این استاندارد در سال ۱۹۹۳ توسط VESA معرفی شد.
- شناسهٔ نمایشگر (DisplayID): یک استاندارد برای فراداده که ویژگی‌های نمایشگر را برای دستگاه میزبان تعریف می‌کند. DisplayID به عنوان جایگزینی برای استاندارد E-EDID مورد استفاده قرار گرفت. این استاندارد در دسامبر سال ۲۰۰۷ توسط VESA معرفی شد.[۲۴]
- رابط نصب نمایشگر صفحه تخت (Flat Display Mounting Interface): به اختصار (FDMI)؛ همچنین به عنوان استاندارد رابط نصب (Mounting Interface Standard) به اختصار (MIS) یا گاهی به صورت محاوره‌ای به عنوان پایه ویسا (VESA mount) نیز شناخته می‌شود، به سلسله استانداردهایی از انجمن VESA برای تعیین ویژگی‌های دقیق و بهینه شده پایه و هماهنگ‌کردن آن به منظور نصب مناسب و کارآمد بر روی نمایشگرهای صفحه تخت، مانند تلویزیون، مانیتور و سایر نمایشگرها گفته می‌شود. FDMI از پنج استاندارد برای نصب نمایشگر بر روی پایه مرکزی و چهار استاندارد برای نصب نمایشگر بر روی لبه پشتی (چهار گوشه نمایشگر) تشکیل شده[۲۵] تا اطمینان حاصل گردد که استاندارد مشخصی برای تمامی نمایشگرها با ابعاد مختلف وجود دارد. بر اساس استاندارد FDMI، پایه نمایشگرهای بزرگ باید قادر به تحمل وزن ۲۵۰ پوند (۱۱۳٫۳۹۸ کیلوگرم) باشند.[۲۶] امروزه این استاندارد برای پایه ویا پایه دیواری (یا سقفی) نمایشگرهای مدرن، توسط برندهای بزرگ و مطرح دنیا به شکل یک الزام اجرا می‌شود.[۲۷] اولین استاندارد از این خانواده در سال ۱۹۹۷ توسط VESA معرفی شد و در ابتدا آن را، رابط نصب فیزیکی نمایشگر صفحه تخت (Flat Panel Monitor Physical Mounting Interface) می‌خواندند، که به اختصار (FPMPMI) نام داشت و درحال حاضر مطابق با بخش «D» استاندارد فعلی است.
- ویسا استریو (VESA Stereo): یک استاندارد برای رابط ۳-پین،[۲۸] به منظور همگام سازی تصویر برجسته (3D) با سیستم اکتیو شاتر (Active shutter) عینک‌های سه‌بعدی بود.
- پیوند بسته‌ای ویدئویی دیجیتال (Digital Packet Video Link): به اختصار (DPVL)؛ یک استاندارد ویدئویی است که توسط VESA در سال ۲۰۰۴ منتشر شد. DPVL یک فناوری رابط دیجیتال است که منحصرا برای انتقال محتوای فشرده نشده با پهنای باند بالا از طریق یک پیوند دیجیتالی واحد طراحی شده است. داخل DPVL برخلاف فناوری‌های پیشین، برای بهینه سازی پهنای باند، تنها بخش‌هایی از نمایشگر که پیرایش شده‌اند از طریق این پیوند ارسال می‌شوند. شایان ذکر است که DPVL از ویژگی‌های فراداده ویدئویی پشتیبانی می‌کند. DPVL می‌تواند محتوا فشرده نشده با وضوح و نرخ تازه‌سازی بالا را با سرعت بیش از حد معمول انتقال دهد و همچنین برای جابجایی اطلاعات با فرم‌های مختلف محتوا مانند صوتی، تصویری و کنترل توان نیز کاربردی است.
- هنگام سازی تطبیقی (Adaptive-Sync): یک فناوری برای نرخ تازه‌سازی (Refresh rate) نمایشگر از سوی انجمن VESA است که این امکان را فراهم می‌کند تا نرخ تازه‌سازی نمایشگر با نرخ فریم خروجی کارت گرافیک همخوانی داشته باشد. این امر موجب کاهش پارگی تصویر یا گوستینگ (Ghosting) می‌شود.
- فشرده‌سازی داده‌های جریان نمایشگر (Display Stream Compression): به اختصار (DSC)؛ یک الگوریتم فشرده‌سازی ویدئو می‌باشد که توسط VESA برای انتقال محتوا با وضوح و نرخ تازه‌سازی بالا از طریق پورت‌های پهنای باند محدود توسعه داده شده است. این استاندارد، فشرده‌سازی محتوا را بدون افت کیفیت ممکن می‌کند و معمولاً برای نمایشگرها با وضوح بسیار بالا مانند ۴کی (4K UHD) و ۸کی (8K UHD) و حتی بالاتر (16K UHD) کاربرد دارد. DSC برای برانگیزش بالارفتن وضوح نمایشگر و نرخ فریم‌ها بر روی رابط‌های فیزیکی موجود، و همچنین کوچک‌تر و سبک‌تر کردن دستگاه‌ها با عمر باتری طولانی‌تر و بهبود یافته، طراحی شده است. این DSC یک الگوریتم کم‌تأخیر است که بر پایهٔ کدگذاری دلتا پی‌سی‌ام (Delta PCM) و فضای رنگی YCGCO-R بنا شده است.[۲۹]
- فرمول زمان‌بندی عمومی (Generalized Timing Formula): به اختصار (GTF)؛ استانداردی از انجمن VESA است که پارامترهای دقیق سیگنال ویدئویی تفکیک‌شده (Component video) را برای رابط VGA نمایشگر آنالوگ تعریف می‌کند. این فرمول برای محاسبه‌ی پارامترهای زمان‌بندی سیگنال‌های ویدئویی آنالوگ می‌باشد که منحصرا برای نمایشگرهای دارای رابط VGA طراحی شده. GTF به این امکان را می‌دهد تا زمان‌بندی دقیق سیگنال‌های ویدئویی را برای نمایشگرهای آنالوگ تعیین کنید. پارامترهای ویدئویی تعریف‌شده توسط این استاندارد شامل بازه‌های خاموشی افقی (بازگشت پرتو) و عمودی لامپ پرتوی کاتدی (Cathode-ray tube به اختصار CRT)، فرکانس افقی و فرکانس عمودی (به‌طور جمعی، نرخ ساعت پیکسل یا پهنای باند سیگنال ویدیویی)، و قطبیت همگام‌سازی افقی/عمودی است. برخلاف حالت‌های گسستهٔ از پیش تعریف‌شده (VESA DMT)، هر حالتی در یک محدوده را می‌توان با استفاده از یک فرمول توسط GTF تولید کرد.[۳۰]
- زمان‌بندی‌های ویدئویی یکپارچه (Coordinated Video Timings): به اختصار (CVT)؛ استاندارد دیگری از انجمن VESA که زمان‌بندی‌های سیگنال ویدیویی تفکیک‌شده (یکپارچه) را تعریف می‌کند. CVT در ابتدا برای استفاده توسط مانیتورهای رایانه و کارت‌های گرافیک در نظر گرفته شده بود، اما این استاندارد به تلویزیون‌های مصرفی (مصرف خانگی) نیز راه یافت. این استاندارد به منظور ایجاد سازگاری و هماهنگی بین دستگاه‌های نمایشگر و منابع ویدیویی (کارت گرافیک یا ست-تاپ باکس) طراحی شده است. پارامترهای تعریف‌شده توسط این استاندارد شامل بازه‌های خاموشی افقی و عمودی لامپ پرتوی کاتدی (Cathode-ray tube به اختصار CRT)، فرکانس افقی و فرکانس عمودی (به‌طور جمعی، نرخ ساعت پیکسل یا پهنای باند سیگنال ویدیویی)، و قطبیت همگام‌سازی افقی/عمودی است. این استاندارد در سال ۲۰۰۲ به تصویب رسید و جایگزین فرمول زمان‌بندی عمومی (GTF) شد.[۳۱]
- درگاه ویدئویی ارتقا یافتهٔ ویسا (VESA Enhanced Video Connector): به اختصار (EVC)؛ استانداردی از انجمن VESA است که به گفتهٔ وی هدف اساسی آن کاهش تعداد کابل‌های اطراف رایانه به‌واسطهٔ ادغام ویدئو، صدا، فایروایر و USB در یک سیستم کابل واحد بود که نهایتاً به یک رابط 35 پین "Molex MicroCross" ختم می‌شد. در واقع هدف اصلی EVC این بود که مانیتور را به نقطهٔ مرکزی اتصال رایانه تبدیل کند. استاندارد فیزیکی EVC در نوامبر سال ۱۹۹۴ تصویب گردید و استانداردهای پین‌اوت (pinout) و سیگنالینگ (signaling) نیز یک سال پس از آن منتشر شدند. این استاندارد به منظور ارائهٔ پهنای باند بیشتر و پشتیبانی از رزولوشن‌ها و نرخ تازه‌سازی‌های بالاتر در نمایشگرها طراحی شده است. می‌توان افزود که این اتصال‌دهنده، یک رابط ویدیویی پیشرفته است که برای انتقال سیگنال‌های ویدیویی (گرافیکی) با کیفیت بالاتر و سرعت بیشتر طراحی شده است. این اتصال‌دهنده، نسبت به نسخه‌های قبلی، بهبودها و ارتقاءهای بسیاری را ارائه می‌دهد.
- رابط نمایشگر (DisplayPort): به اختصار (DP)؛ یک رابط نمایش دیجیتال اختصاصی است که توسط کنسرسیومی از تولیدکنندگان رایانه و تراشه توسعه یافته و توسط انجمن استانداردهای الکترونیک ویدئویی (VESA) استانداردسازی شده است. دیسپلی‌پورت عمدتاً برای اتصال یک منبع ویدئویی (گرافیکی) به یک پخش‌کننده تصویر مانند مانیتور رایانه یا تلویزیون استفاده می‌شود. همچنین می‌تواند صدا، USB و سایر اشکال داده  را نیز منتقل کند.[۳۲]
- نمایشگر با محدوده داینامیکی بالا (DisplayHDR): یک استاندارد برای نمایشگر رایانه که توسط VESA به منظور ساده‌سازی ویژگی‌های HDR برای صنعت نمایشگر و مصرف‌کنندگان، توسعه و گسترش یافته است. DisplayHDR به منظور ارتقاء کیفیت و عملکرد نمایشگرها در زمینه محدوده داینامیکی بالا (HDR) طراحی شده است. استاندارد DisplayHDR تلاشی از سوی VESA برای آسان‌تر کردن درک تفاوت‌ها و مشخصات HDR برای مصرف‌کنندگان بود. این استاندارد عمدتاً در مانیتورهای رایانه و لپ‌تاپ‌ها استفاده می‌شود. در این استاندارد VESA مجموعه‌ای از سطوح HDR را بازتعریف می‌کند؛ که همهٔ آن‌ها باید از HDR10 پشتیبانی کنند، اما همه ملزم به پشتیبانی از نمایشگرهای «۱۰-بیتی» نیستند.[۳۳] شایان ذکر است که DisplayHDR یک فرمت HDR نیست، بلکه ابزاری برای تأیید فرمت‌های HDR و عملکرد آن‌ها بر روی یک مانیتور معین است. جدیدترین استاندارد این گروه «DisplayHDR 1400» است که در سپتامبر سال ۲۰۱۹ معرفی شد، و مانیتورهایی که می‌توانستند از آن پشتیبانی‌ در سال ۲۰۲۰ عرضه شدند.[۳۴][۳۵] استانداردهای «DisplayHDR 1000» و «DisplayHDR 1400» نیز، معمولاً در امور حرفه‌ای مانند ویرایش ویدئو کاربرد دارند. مانیتورهای دارای گواهینامه «DisplayHDR 500» یا «DisplayHDR 600» هم بهبود قابل توجهی نسبت به نمایشگرهای SDR ارائه می‌دهند و بیشتر برای کاربری عمومی و بازی‌های رایانه‌ای استفاده می‌شوند.[۳۶]

## انتقادات
این کنسرسیوم به سبب سیاست‌هایی که برای دریافت هزینه، در قبال استانداردهای خود از شرکت‌های غیر عضو در VESA دارد، از سوی کمپانی‌ها و افراد متعددی مورد انتقاد قرار می‌گیرد. برخی افراد  بر این باورند که این انجمن، به‌واسطهٔ نفوذ خود در شرکت‌های بزرگ با اعمال هزینه‌های سنگین، به قصد مشخص‌سازی و اجرای (تحمیل کردن) استانداردهایش، حتی بر روی محصولات شرکت‌هایی در این انجمن عضو نیستند، از هدف اساسی خویش، فاصله گرفته است. به گفتهٔ کَندال بِنِت (Kendall Bennett)؛ توسعه‌دهندهٔ استاندارد "VBE/AF"، کمیسیون استانداردهای نرم‌افزاری VESA به دلیل عدم رضایت شرکت‌های مختلف، از دریافت هزینه‌های گزاف در قبال توسعهٔ استانداردهای نرم‌افزاری، منحل شد. در آن زمان هیچ‌یک از استانداردهای VESA به صورت رایگان در دسترس قرار نداشتند. اگرچه، VESA اکنون برخی از استانداردهای خود را به صورت رایگان ارائه می‌کند؛ ولی با این‌حال شامل استانداردهای جدید و توسعه یافته این انجمن نمی‌شود و حتی برخی از استانداردهای منسوخ شده و بلا استفاده آن نیز به صورت رایگان ارائه نمی‌گردد. از سال ۲۰۱۰ تا کنون، اسناد راهبردی برای استانداردهای ارائه شده توسط VESA، صدها ویا حتی هزاران دلار بها دارند. شایان ذکر است که در مواردی برخی از اسناد استانداردهای قدیمی VESA، نه‌تنها به صورت رایگان بلکه برای خرید نیز در دسترس قرار ندارند. همچنین از سال ۲۰۱۷ دانلود رایگان اسناد به صورت PDF تنها با ثبت نام در سایت این انجمن ممکن می‌باشد. البته در اینجا باید افزود که تعداد بسیاری از انجمن‌های استانداردسازی، اسناد استانداردهای خود را به صورت رایگان برای دانلود ارائه نمی‌کنند، ولی با این‌حال چندی از این انجمن‌ها ازجمله: اتحادیه بین‌المللی مخابرات (ITU)، جدک (JEDEC)، کارگروه نمایشگر دیجیتال (DDWG) و رابط چندرسانه‌ای وضوح بالا (HDMI بخاطر 1.3a) اسناد خود را به صورت رایگان منتشر می‌کنند.
VESA در هنگام توسعهٔ دیسپلی پورت از سوی بسیاری مورد انتقاد قرار گرفت. دلیل اصلی آن گسترش مخفیانهٔ مشخصات و اطلاعات پیش از معرفی و همچنین داشتن سابقه‌ای ناموفق در زمینهٔ رابط‌های دیجیتال از جمله Plug & Display و Digital Flat Panel بود.

## شرکت‌های عضو در انجمن

#### برخی از شرکت‌های بزرگ که در ویسا (VESA) عضویت دارند:[۴۰]
- اپل (Apple Inc)
- اچ‌پی (HP)
- اچ‌تی‌سی (HTC)
- آزمایشگاه‌های دالبی (Dolby Laboratories)
- ال‌جی الکترونیکس (LG Electronics)
- ان‌ای‌سی (NEC)
- ان‌ویدیا (Nvidia)
- ای‌ام‌دی (AMD)
- ایکگامی (Ikegami Tsushinki)
- اینتل کورپوریشن (Intel)
- پاناسونیک (Panasonic)
- پِرِیْد تکنولوژیز (Parade Technologies)
- جی‌وی‌سی کنوود (JVCKenwood)
- دل (Dell)
- سامسونگ الکترونیکس (Samsung Electronics)
- سیکو اپسون (Seiko Epson)
- سونی (Sony)
- فاکس‌کان (Foxconn)
- فوجیتسو (Fujitsu)
- کانن (Canon Inc)
- کاسیو (Casio)
- گیگابایت تکنالوجی (Gigabyte Technology)
- گوگل (Google)
- لنوو (Lenovo)
- مکسل (Maxell)
- مایکروسافت (Microsoft)
- هوآوی (Huawei)